# Kajai
Kajai (en persa: كجايي‎, también romanizado como Kajā'ī ; también conocido como Bajmīn)  es una aldea en el distrito rural de Bakesh-e Yek, en el distrito central del condado de Mamasani, provincia de Fars, Irán.

## Demografía
Según el censo de 2006, su población era de 180, en 44 familias.